# Rustam Kasimjanov
Rustam Kasimjanov (daneben auch usbekisch Rustam Qosimjonov; * 5. Dezember 1979 in Taschkent) ist ein in Deutschland lebender usbekischer Schachgroßmeister. Im Jahre 2004 gewann er die Weltmeisterschaft der FIDE in Tripolis.

## Leben
Kasimjanov, der in Deutschland lebt, nutzt selbst die englische Schreibweise Kasimdzhanov seines Namens, die von der englischen Transkription des zuvor russisch geschriebenen Namens Касымджанов herrührt.

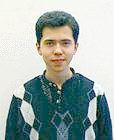
Kasimjanov (Schachbundesliga 1999)

Er erlernte das Schachspiel mit fünf Jahren. Im Jahre 1994 wurde er in Szeged Dritter der Weltmeisterschaft der U16-Jährigen, ebenso wie ein Jahr später in Guarapuava (Brasilien). Im Jahre 1997 erhielt er von der FIDE den Titel Schachgroßmeister. 1998 wurde er Meister von Asien, 1999 belegte er den zweiten Platz bei der Jugendweltmeisterschaft in Jerewan. In der Saison 1998/99 spielte er für die SG Solingen und erzielte ein erstklassiges Ergebnis mit 12 Punkten aus 13 Partien bei der Schachbundesliga.
Weitere Turniersiege errang er in Essen 2001 und Pamplona 2002. Im selben Jahr erzielte er einen hervorragenden zweiten Platz im Turnier von Hyderabad hinter dem Inder Viswanathan Anand. Er vertrat die Mannschaft Asiens beim Schnellschachvergleich gegen eine Europaauswahl, angeführt von Garri Kasparow, in Batumi 2002.
Sehr überraschend kam sein Sieg bei der Weltmeisterschaft der FIDE 2004 in Tripolis, bei der er im Finale Michael Adams bezwang. Kasimjanov belegte zu diesem Zeitpunkt mit einer Elo-Zahl von 2640 den 54. Platz in der Weltrangliste und gehörte nicht zu den engeren Turnierfavoriten.
Nach seinem Sieg bei der FIDE-WM gewann er 2004 das starke Turnier im indischen Pune. Er erhielt eine Einladung nach Linares 2005, wo er 4 Punkte aus 10 Partien erzielte und den 6.–7. Platz teilte.
Ein von der FIDE geplanter WM-Wettkampf Kasimjanovs gegen den Weltranglistenersten Garri Kasparow für das Jahr 2005 kam nicht zustande. Der Sieger aus diesem Match hätte gegen Wladimir Kramnik einen Wiedervereinigungswettkampf spielen sollen.
Im August 2006 gewann er das ORDIX Open in Mainz, im November das Schnellschachturnier Corsica Masters in Bastia, bei dem er sich im Finale gegen Viswanathan Anand durchsetzte.
Bei der Schachweltmeisterschaft 2008 trug er als Sekundant von Anand zu dessen Titelgewinn bei. Die Arbeit für Anand war sein erstes Engagement als Trainer. Im November 2011 war Kasimjanov Trainer der siegreichen deutschen Mannschaft bei der Europameisterschaft. Sein Training wurde dabei von den Spielern als einer der Hauptfaktoren für den Sieg benannt, so ermöglichte seine Eröffnungsvorbereitung unter anderem den Letztrundensieg gegen Mannschaftsweltmeister Armenien durch einen Sieg von Georg Meier gegen Sergej Movsesjan. Beim Kandidatenturnier 2014 unterstützte er Sergei Karjakin. Anschließend arbeitete er für Fabiano Caruana, die Zusammenarbeit endete nach dem World Cup 2021. In Medienberichten wird er aufgrund seiner Arbeit für Caruana als der „wertvollste Sekundant der Welt“ bezeichnet.
Bei ChessBase veröffentlichte er zahlreiche Lehrvideos in englischer Sprache, darunter The path to tactical strength, A World champion’s guide to the King’s Indian, A World champion’s guide to the Petroff, Albin’s Countergambit, Anti-Moscow Gambit for Experts, Beating the French (3 DVDs), Strategy step by step, Endgames for experts und Attacking the King - for experts.
Er ist verheiratet und hat zwei Kinder.

## Nationalmannschaft
Kasimjanov nahm mit der usbekischen Nationalmannschaft an allen zehn Schacholympiaden von 1996 bis 2014 teil. Bei der Schacholympiade 2000 in Istanbul erreichte er das drittbeste Einzelergebnis am Spitzenbrett. Außerdem vertrat er Usbekistan bei der Mannschaftsweltmeisterschaft 2001, der asiatischen Mannschaftsmeisterschaft 2003 sowie bei den Schachwettbewerben der Asienspiele 2006 und 2010.

## Vereine

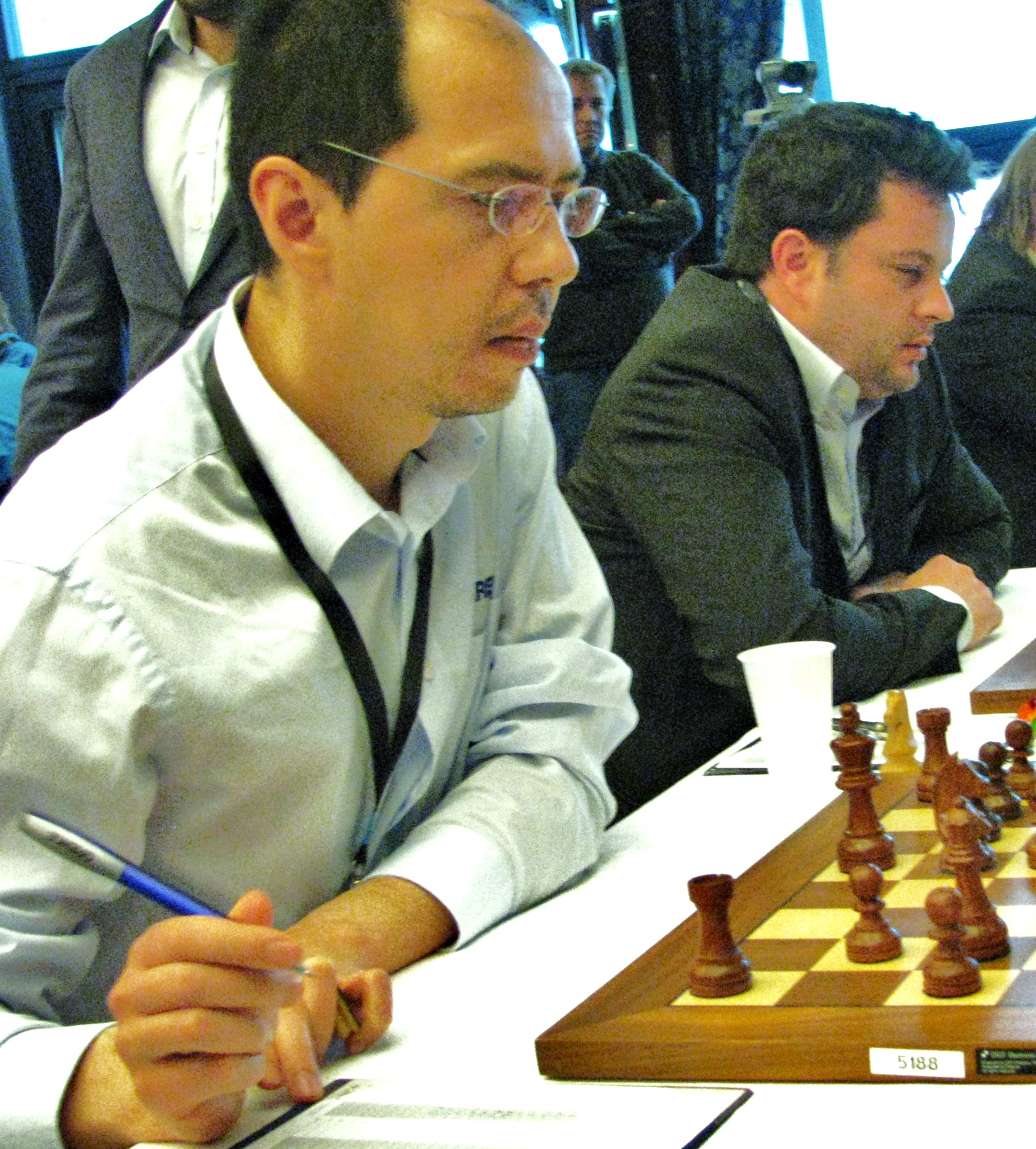
Rustam Kasimjanov (li.) und Étienne Bacrot für die OSG Baden-Baden bei der Bundesliga-Finalrunde 2017 in Berlin

In der deutschen Schachbundesliga spielte Kasimjanov von 1998 bis 2004 für die Schachgesellschaft Solingen. Von 2004 bis 2008 spielte er für den Godesberger SK, mit dem er in den Spielzeiten 2004/05 und 2006/07 die 2. Bundesliga West gewann und in den Saisons 2005/06 und 2007/08 in der 1. Liga spielte. In der Saison 2008/09 spielte er für den SV Mülheim-Nord, seit 2011 ist er bei der OSG Baden-Baden gemeldet, mit der er 2012, 2013, 2014, 2015, 2017, 2018, 2019 und 2020 deutscher Mannschaftsmeister wurde.
In der niederländischen Meesterklasse spielte Kasimjanov von 1997 bis 1999 für die Bussums Schaakgenootschap und von 2006 bis 2009 für HMC Calder, in der französischen Mannschaftsmeisterschaft von 2003 bis 2010 für Vandœuvre-Echecs.
Die russische Mannschaftsmeisterschaft gewann Kasimjanov 2007 mit Tomsk-400, die bosnische Premijer Liga 2003 mit dem ŠK Bosna Sarajevo. In Spanien spielte er von 2005 bis 2011 für den Gros XT und wurde mit diesem 2011 spanischer Mannschaftsmeister. Die Schweizer Bundesliga gewann Kasimjanov in den Saisons 2015/16 und 2018/19 mit dem SC Gonzen.